# 東京消防庁第三消防方面本部
東京消防庁第三消防方面本部（とうきょうしょうぼうちょうだいさんしょうぼうほうめんほんぶ）は、東京消防庁の内局で、東京都の目黒区、世田谷区及び渋谷区内の消防署を指導、連絡調整を行う機関である。

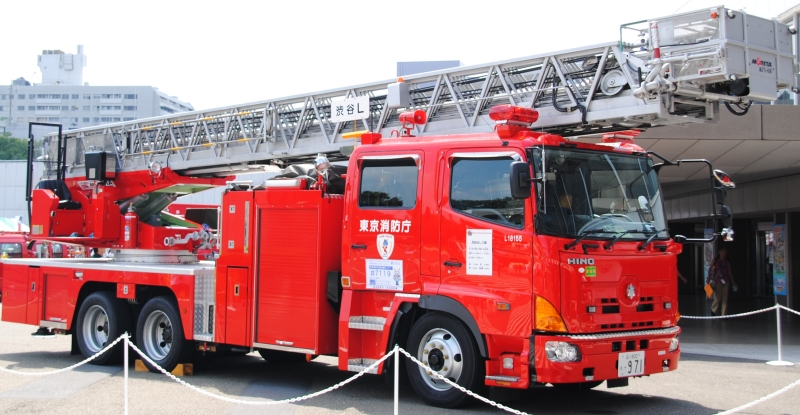
渋谷消防署のはしご車

## 所在地
世田谷区三軒茶屋二丁目33番21号

## 組織
- 第三消防方面本部には5の消防署、19の出張所がある。
- 特別救助隊2隊、特別消火中隊5隊がある。
- 方面本部直轄の消防救助機動部隊がある。
- 世田谷署三宿出張所と渋谷署代々木出張所には赤バイが配備されている。

## 方面本部直轄部隊
- 第三消防方面本部消防救助機動部隊（ハイパーレスキュー：3HR）

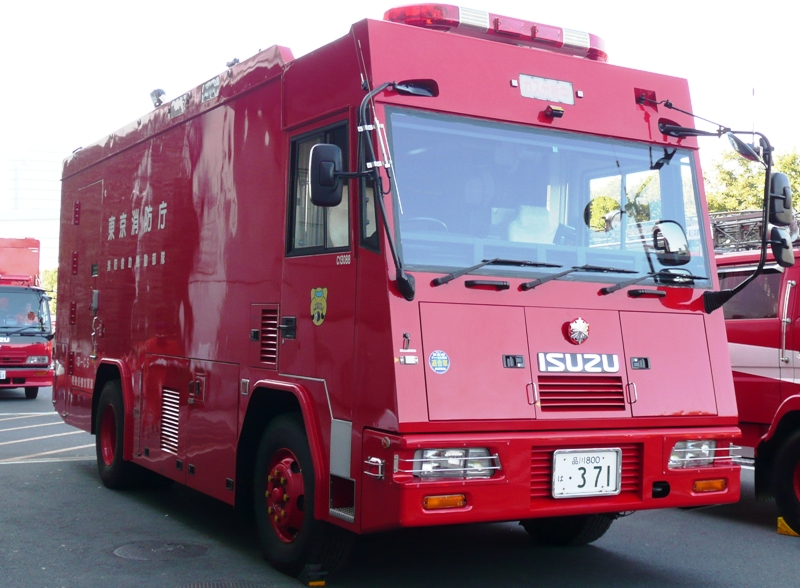
第三方面消防救助機動部隊の旧特殊災害対策車

  - 所在地 渋谷区幡ヶ谷1-13-20

## 管轄消防署

### 成城消防署
- 本署 世田谷区成城1-21-14
  - 千歳出張所 世田谷区千歳台4-29-9
  - 烏山出張所 世田谷区南烏山6-14-12

### 玉川消防署

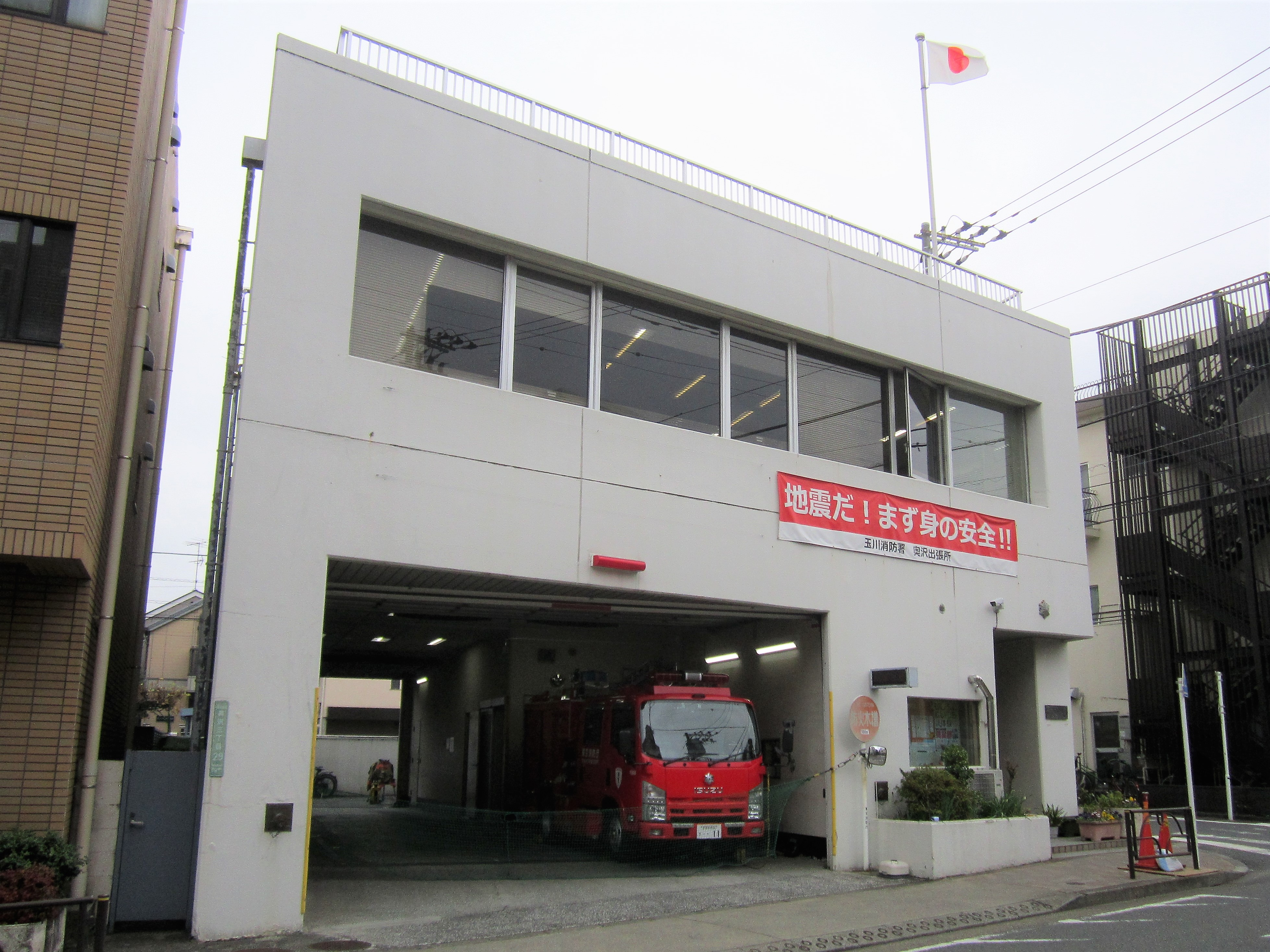
奥沢出張所

- 本署 世田谷区中町3-1-19
  - 奥沢出張所 世田谷区奥沢3-29-3
  - 用賀出張所 世田谷区玉川台1-13-10
  - 新町出張所 世田谷区新町1-22-11

### 目黒消防署
- 本署 目黒区下目黒6-1-22（目黒特別救助隊設置）

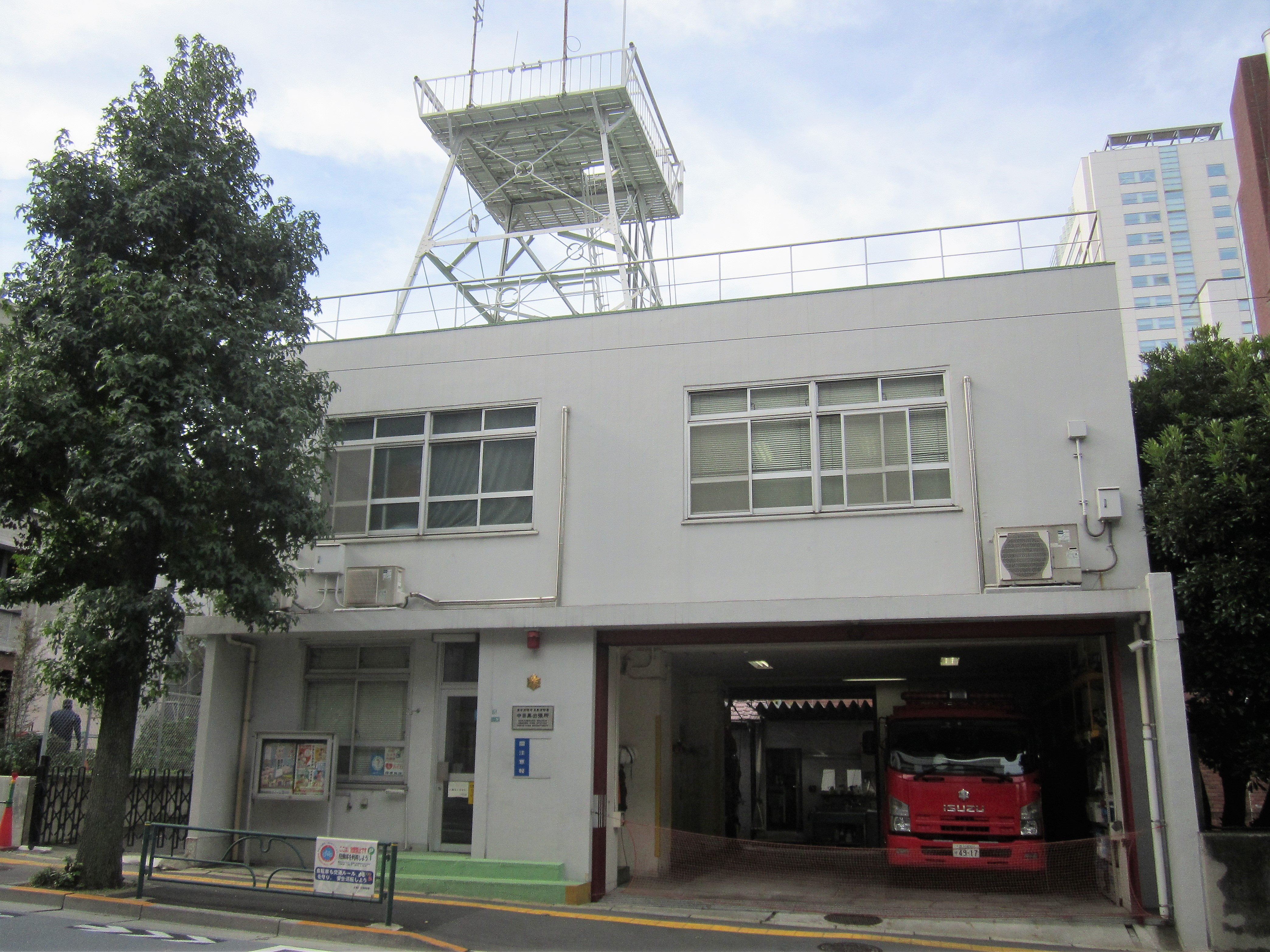
中目黒出張所

  - 中目黒出張所 目黒区上目黒2-9-14
  - 碑文谷出張所 目黒区碑文谷2-11-14
  - 八雲出張所 目黒区八雲3-29-14
  - 大岡山出張所 目黒区大岡山1-37-15

### 世田谷消防署
- 本署 世田谷区三軒茶屋2-33-21（世田谷特別救助隊設置）
  - 北沢出張所 世田谷区北沢2-3-11
  - 松原出張所 世田谷区松原6-26-21
  - 上北沢出張所 世田谷区上北沢1-14-2
  - 宮の坂出張所 世田谷区宮坂2-15-3
  - 三宿出張所 世田谷区三宿1-14-5

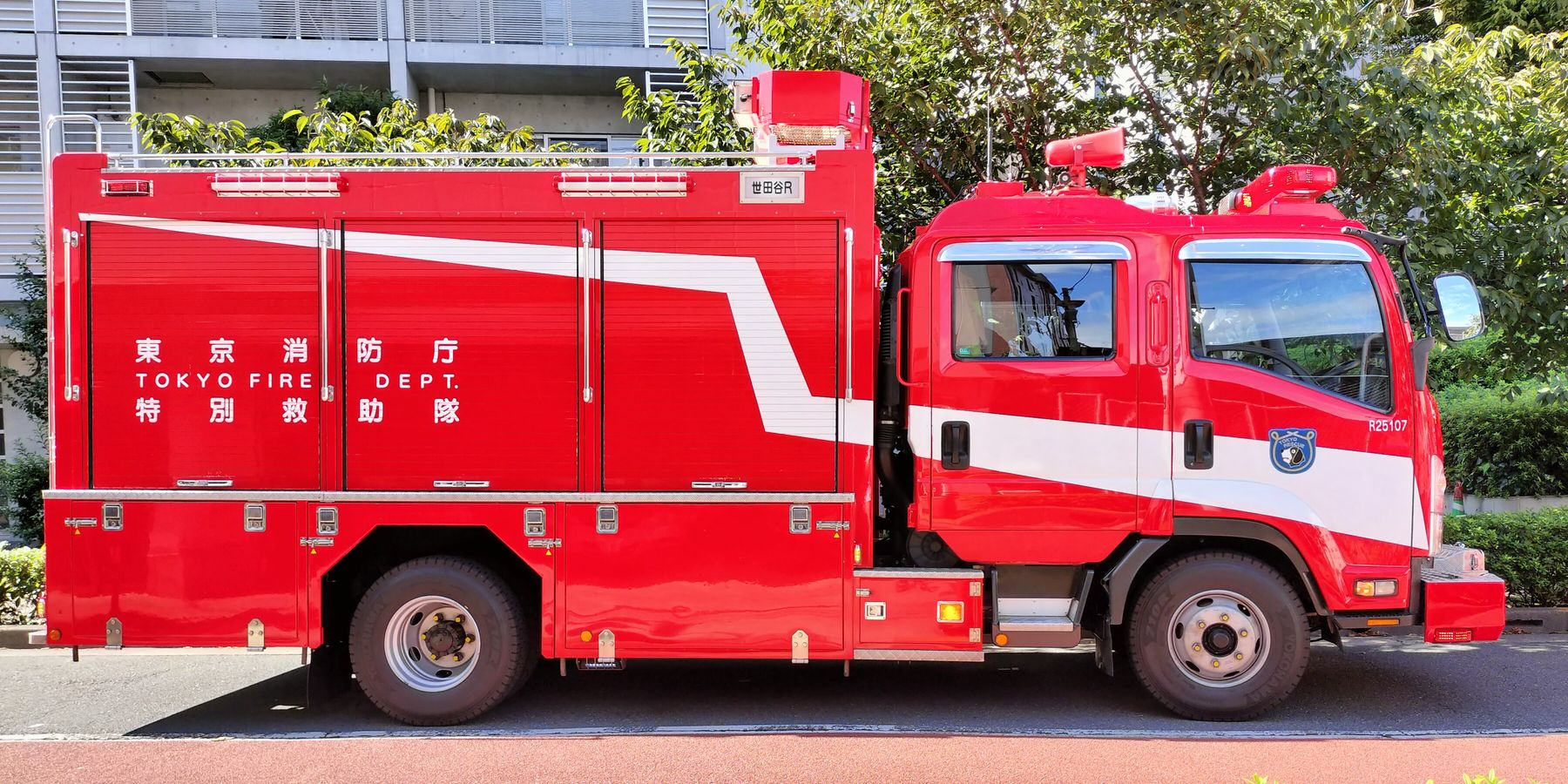
特別救助隊の車両「世田谷R」
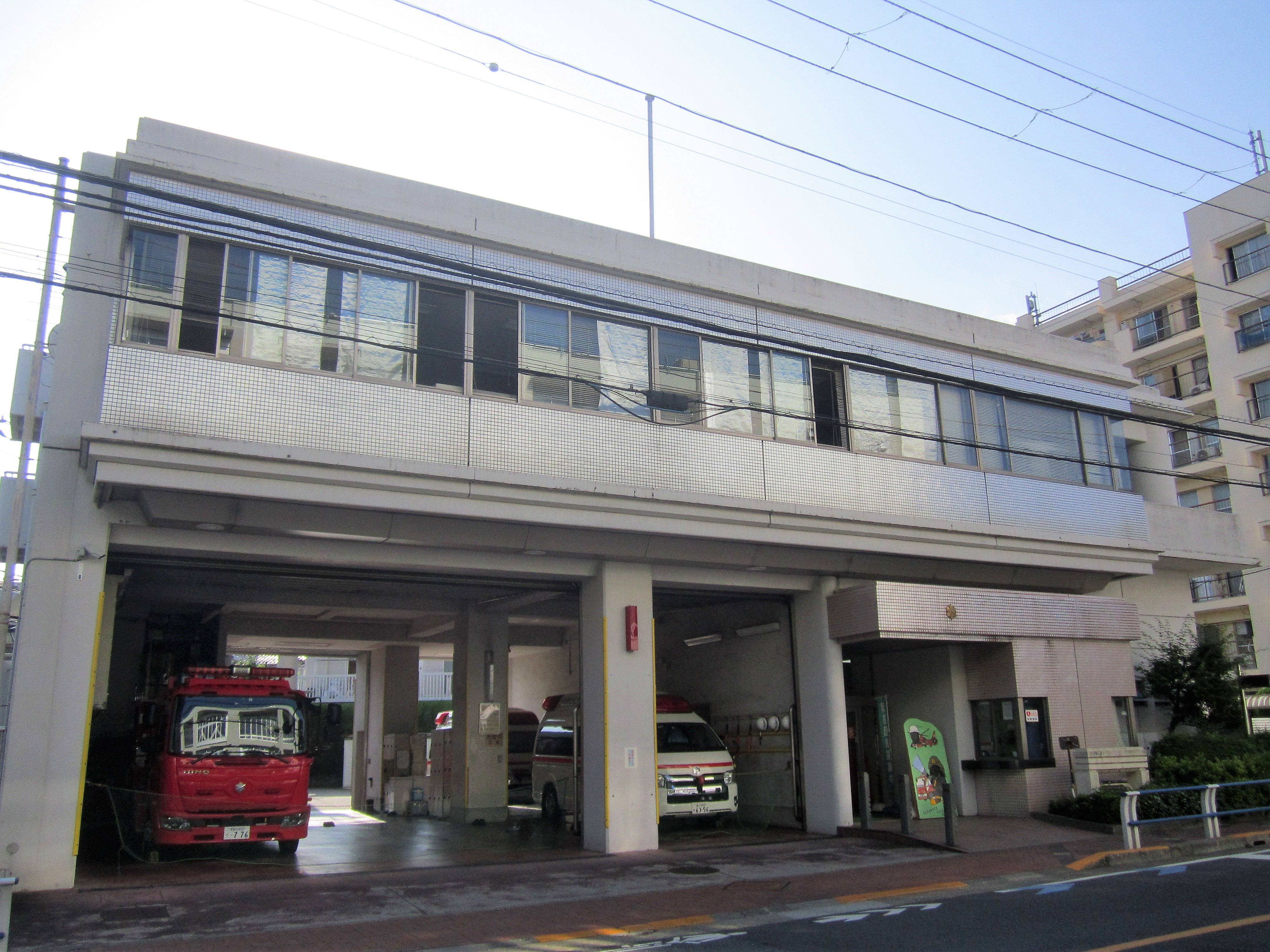
松原出張所

### 渋谷消防署
東京都渋谷区神南にあり、ファッションビルが建ち並ぶ中にあることから、渋谷消防署の前の道路は「ファイヤー通り」とも呼ばれる。
- 本署 渋谷区神南1-8-3
  - 代々木出張所 渋谷区本町1-6-6
  - 原宿出張所 渋谷区代々木1-2-15
  - 富ヶ谷出張所 渋谷区富ヶ谷1-29-17
  - 恵比寿出張所 渋谷区恵比寿4-19-24
  - 松濤出張所 渋谷区松濤1-25-14

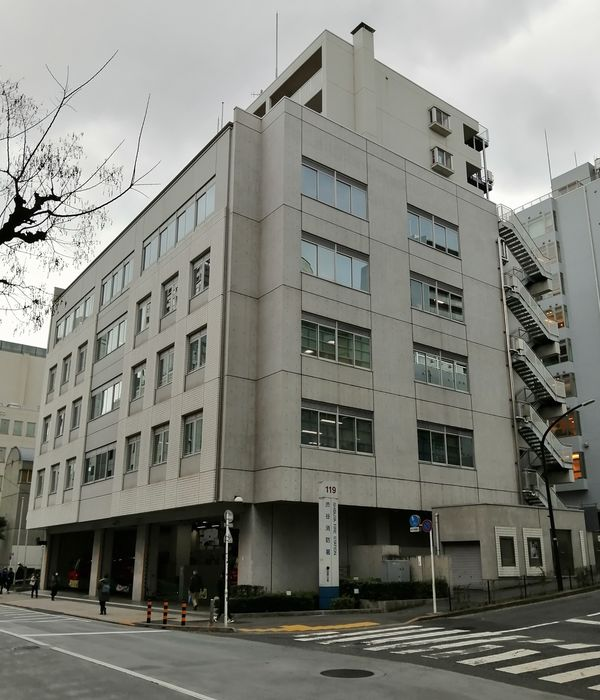
渋谷消防署
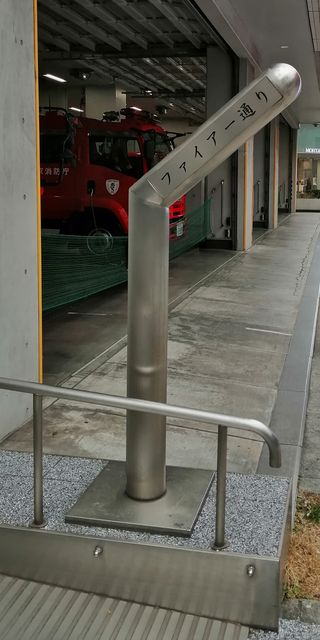
渋谷消防署の敷地内には「ファイアー通り」の標識がある。
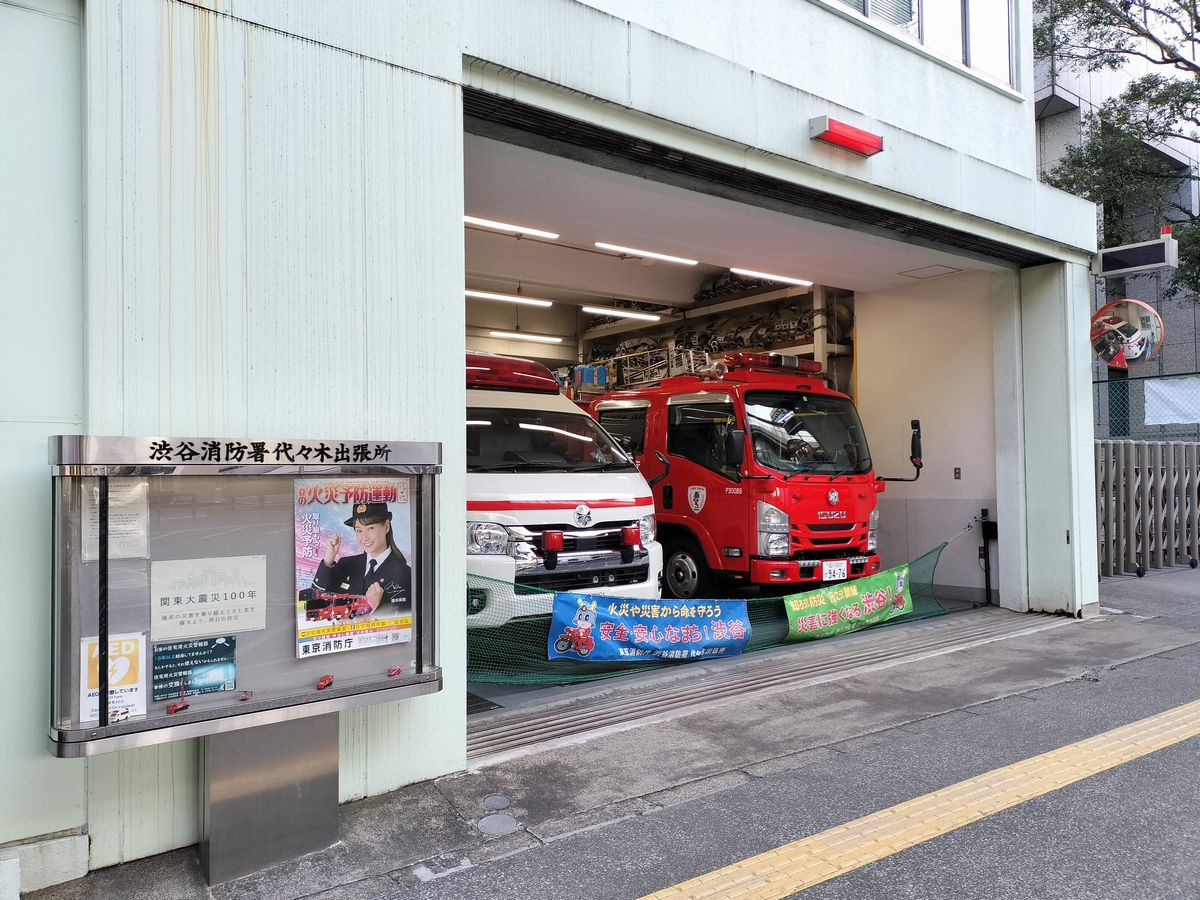
代々木出張所
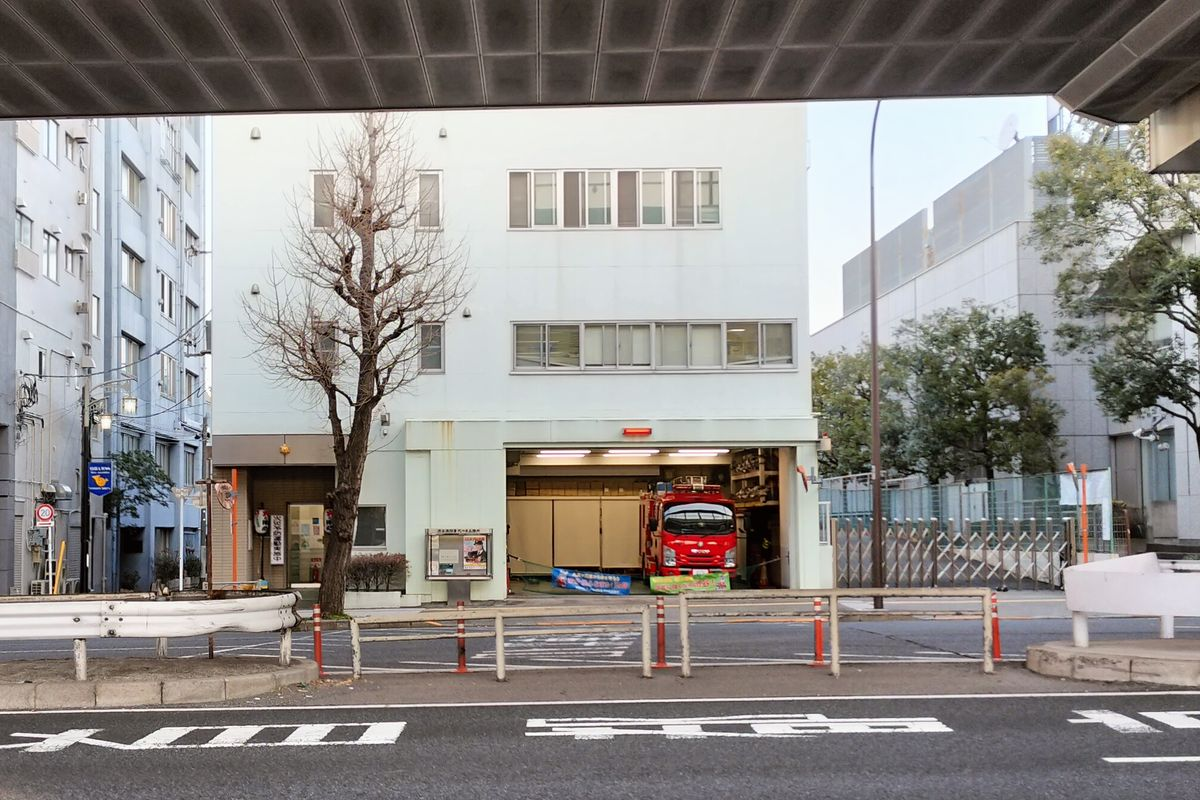
甲州街道沿いにある代々木出張所
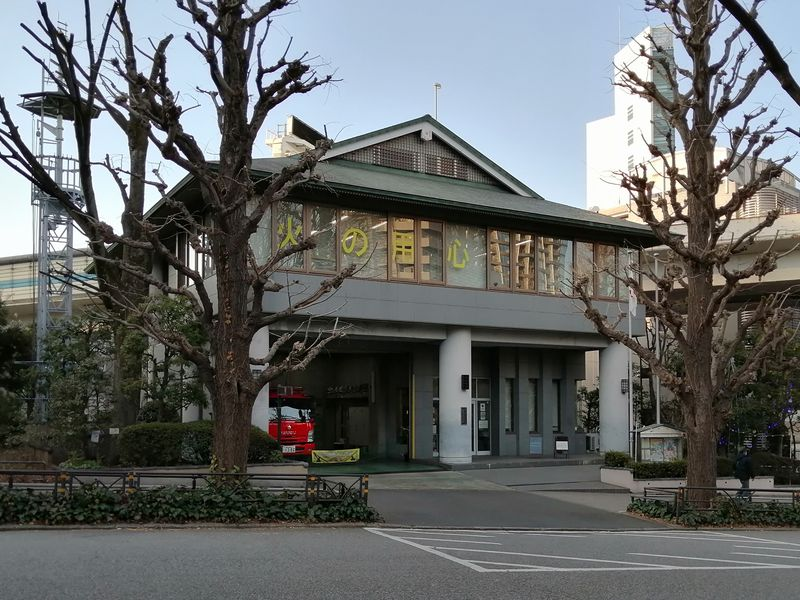
原宿出張所
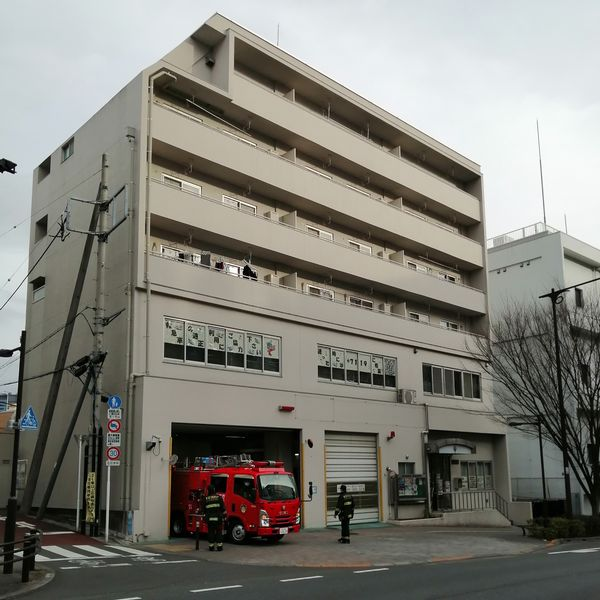
富ヶ谷出張所
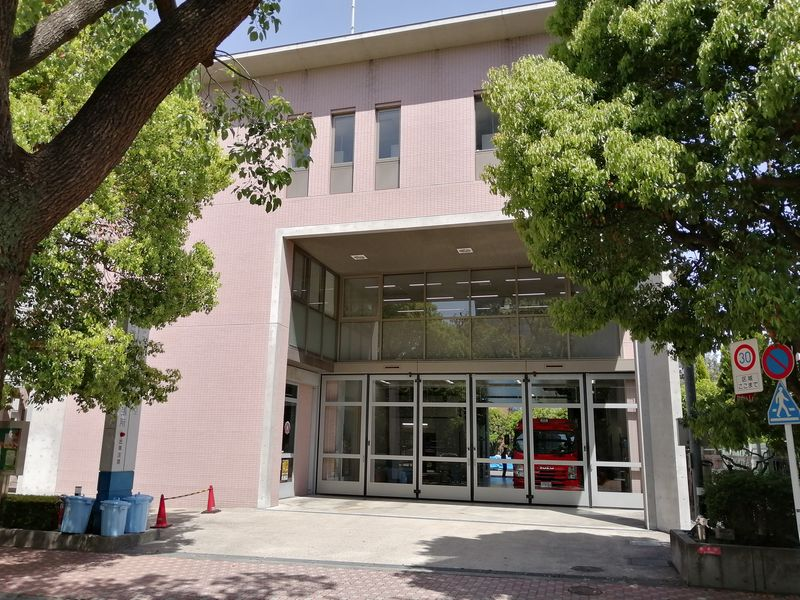
恵比寿出張所（東側）
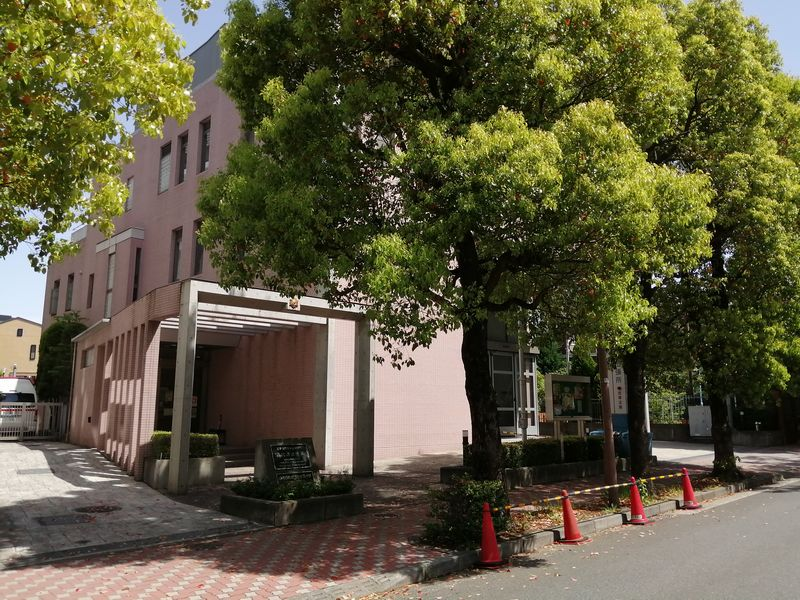
恵比寿出張所（西側）街路樹の茂る通り沿いにある。
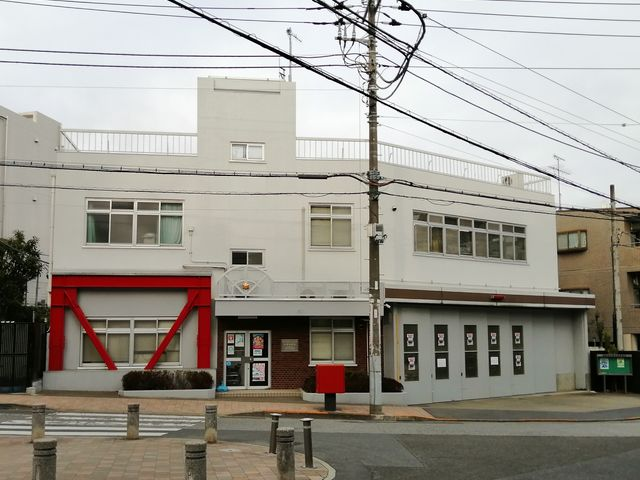
松濤出張所
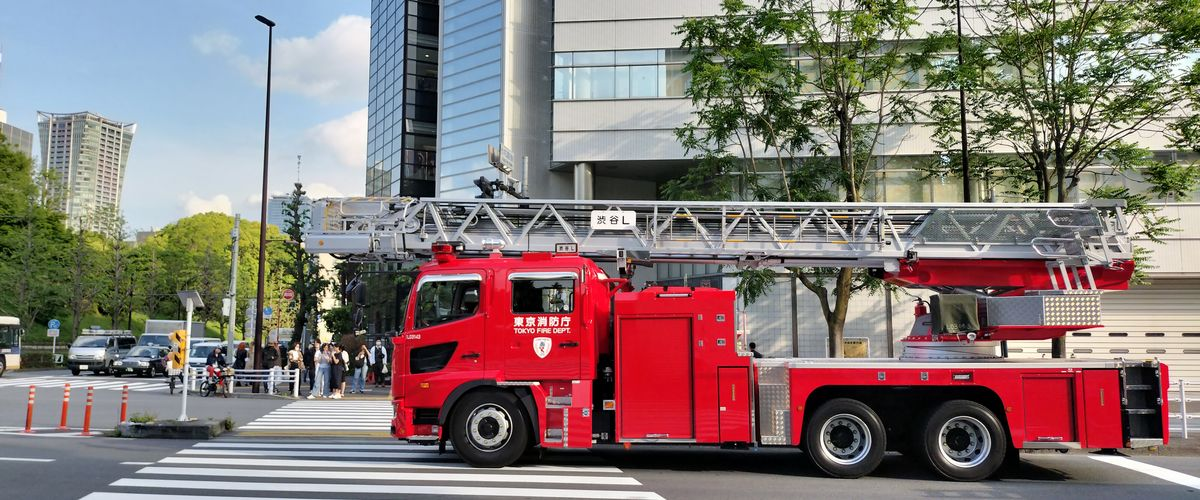
代々木公園付近を走る渋谷消防署のはしご車

## 幡ヶ谷地区
渋谷区幡ヶ谷の南部（一部は西原）には、本部や第三方面の施設が集中している。

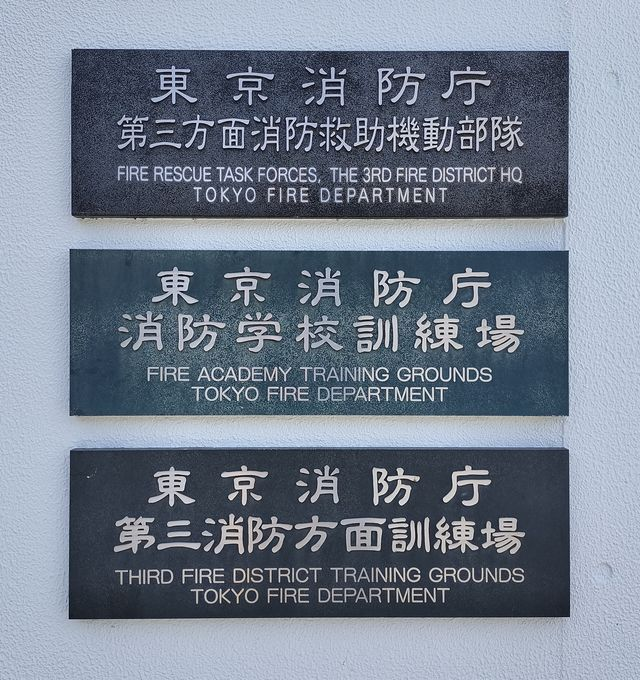
施設名称その1
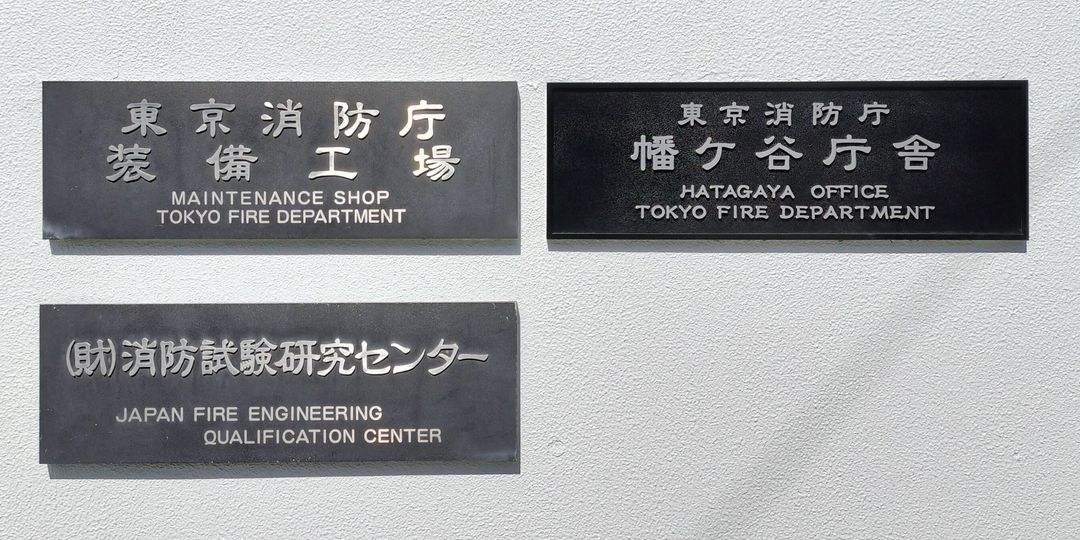
施設名称その2
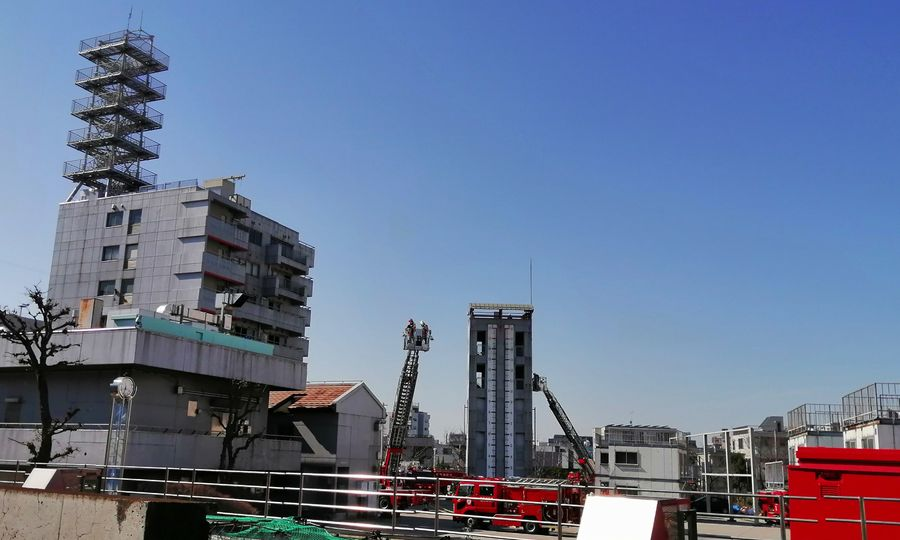
訓練場
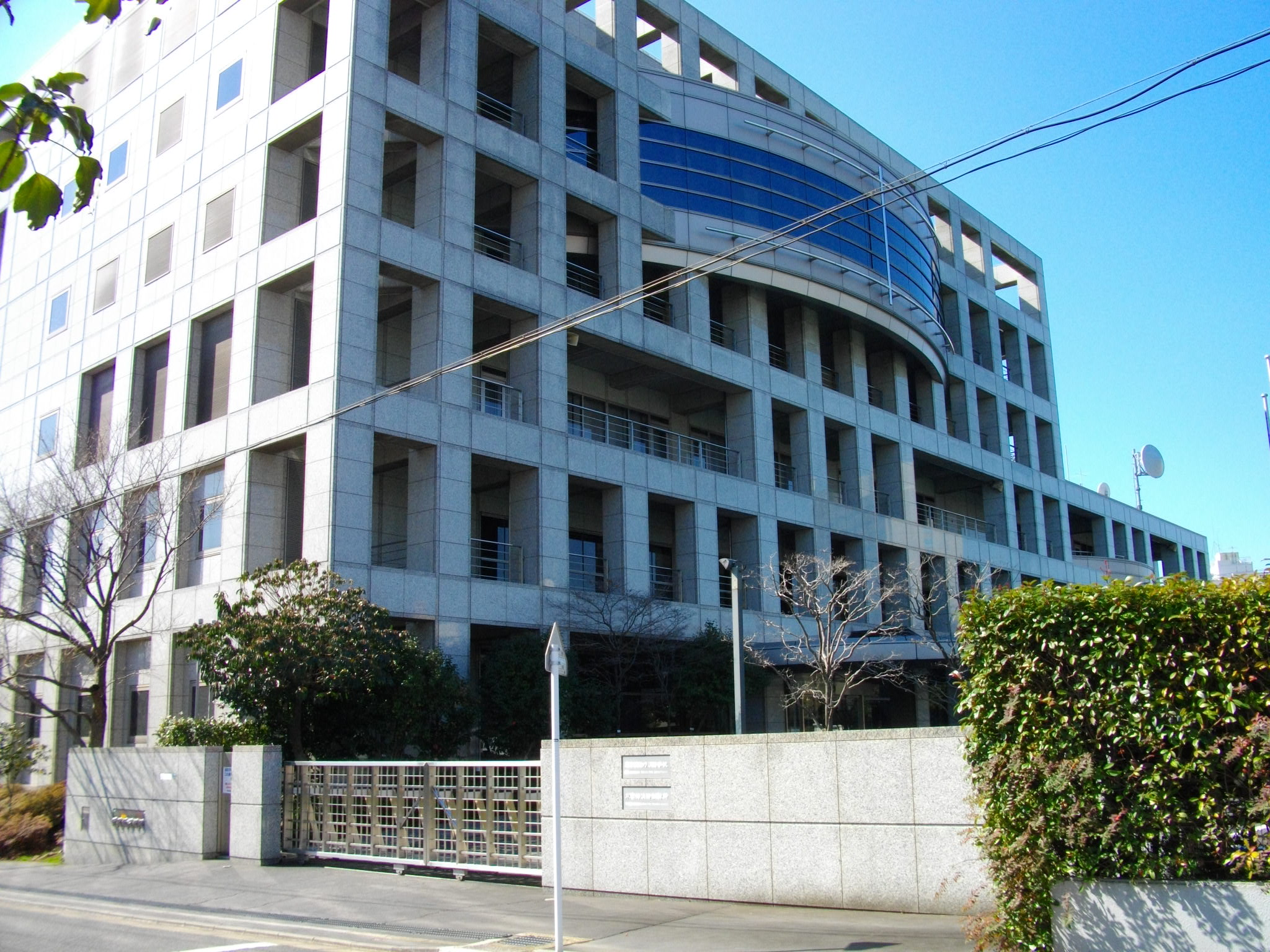
消防学校

## 本町地区
渋谷区本町5丁目に職員住宅の「本町待機宿舎」がある。元々は「昭和の団地」風の「消防住宅」であったが、2020年に建て替えられ、地域でも目立つ存在となった。設計はUG都市建築。

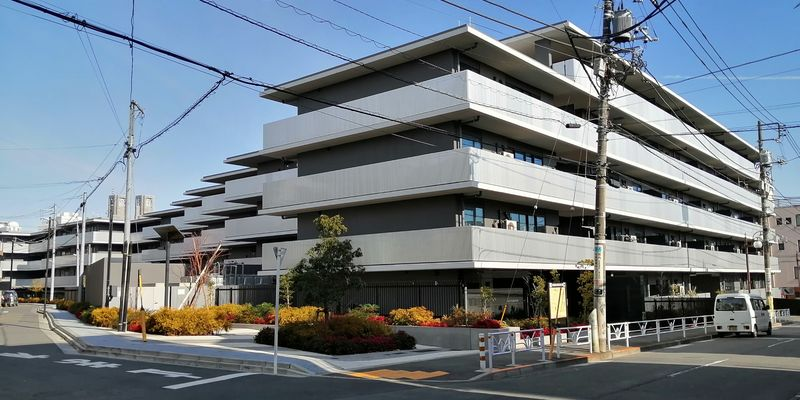
本町待機宿舎・北西
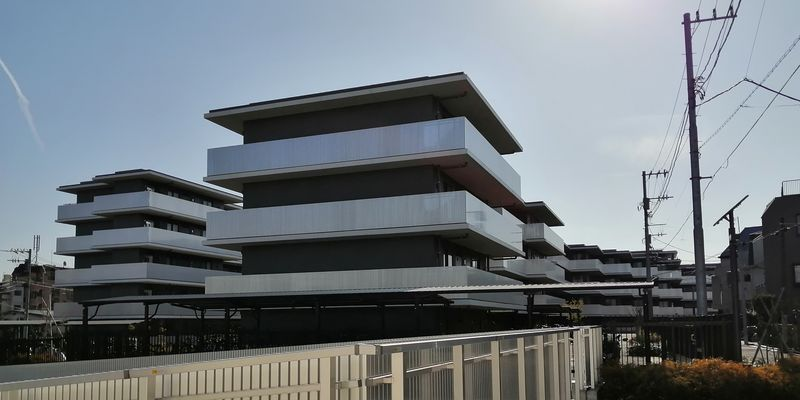
本町待機宿舎・北東

### 隣接方面本部
- 東京消防庁第一消防方面本部 - 北東
- 東京消防庁第二消防方面本部 - 東
- 東京消防庁第四消防方面本部 - 北
- 東京消防庁第八消防方面本部 - 西